# Čeľadince
Čeľadince es un municipio del distrito de Topoľčany en la región de Nitra, Eslovaquia, con una población estimada a final del año 2024 de 516 habitantes.
Se encuentra ubicado al norte de la región, cerca del río Nitra (cuenca hidrográfica del Danubio) y de la frontera con las regiones de Trnava y Trenčín.

## Demografía
| Año        | 1994 | 2004    | 2014    | 2024     |
| ---------- | ---- | ------- | ------- | -------- |
| Población  | 440  | 447     | 435     | 516      |
| Diferencia |      | +1,59 % | −2,68 % | +18,62 % |

| Año        | 2023 | 2024    |
| ---------- | ---- | ------- |
| Población  | 514  | 516     |
| Diferencia |      | +0,38 % |